# Paracoccaceae
Die Paracoccaceae sind eine Familie von Bakterien. Die Familie umfasst Bakterien, die oft in marinen Lebensräumen vorkommen, und weist eine große metabolische und ökologische Vielfalt auf.
Arten sind auch in anderen Habitaten anzutreffen, wie Süßwasser, Boden (z. B. Arten von Paracoccus) oder im Abwasser (Amaricoccus) anzutreffen. Einige sind auf Sauerstoff angewiesen, also strikt aerob. Andere sind wiederum fakultativ anaerob, zeigen also auch unter Sauerstoffausschluss Wachstum. Viele Arten können die Photosynthese nutzen. Einige Vertreter wurden früher der Familie Rhodobacteraceae zugeordnet. Diese Familie wurde aufgelöst und die enthaltenden Gattungen auf verschiedene Familien aufgeteilt.

## Merkmale
Die Mitglieder der Familie Paracoccaceae sind gramnegative Bakterien, was bedeutet, dass sie bei der Gram-Färbung einen roten oder pinkfarbene Färbung zeigen. Sie können in verschiedenen Formen auftreten, darunter kokkoid (kugelförmig) und stäbchenförmig.
Einige Mitglieder sind begeißelt und beweglich, auch unbegeißelte Vertreter, wie Methylarcula sind vorhanden. Einige Arten vermehren sich durch Knospung. Anstelle der für die meisten Bakterienarten typische binäre Zellteilung, bei der zwei mehr oder weniger gleichgeformte und gleich große Zellen entstehen, bildet sich eine zunächst kleinere Tochterzelle, die mit der Mutterzelle einige Zeit verbunden bleibt. Die Tochterzelle wächst hierbei nicht gleichmäßig, sondern polar, an einem bestimmten Punkt. Zu den knospenden Arten zählen z. B. Rhodobacter blasticus und Gemmobacter aquatilis.

## Stoffwechsel
Die Paracoccaceae zeichnen sich durch einen vielseitigen Stoffwechsel aus. Viele Arten sind in der Lage, unter aeroben und anaeroben Bedingungen eine Vielzahl organischer Verbindungen zu nutzen. Auch methylotrophe Arten, die z. B. Methylamin zur Energiegewinnung einsetzten, sind vorhanden.
Mehrere Arten sind photoheterotroph, d. h. sie nutzen die Lichtenergie und benötigen zusätzlich noch organische Verbindungen. Auch photoautotrophe Bakterien sind vorhanden.
Die phototrophen Arten besitzen das Bacteriochlorophyll a und zählen zu den Nichtschwefelpurpurbakterien. Sie nutzen meist Schwefelwasserstoff (H2S) als Elektronenspender, hierbei wird Schwefel als Produkt freigesetzt.
Einige Arten können den Schwefel dann auch weiter zu Sulfat oxidieren und damit noch einmal Energie gewinnen. Hierzu zählen viele Arten der Rhodobacter. Einige Arten der Gattung Roseinatronobacter besitzen relativ seltene Carotinoide, die im englischen als Demethylspheroidene und Demethylspheroidenone bezeichnet werden.
Einige Arten, z. B. viele von Rhodobacter, sind dazu noch in der Lage photolithoautotroph zu wachsen. Sie verwenden hierzu reduzierte Schwefelverbindungen (wie Sulfid oder Thiosulfat) oder Wasserstoff als Elektronendonoren („Elektronenspender“) und Bikarbonat (wenn im Wasser) oder CO2 als Kohlenstoffquelle für den Zellsubstanzaufbau, diese Verbindungen werden durch den Calvin-Zyklus fixiert.
Bei einigen Gattungen handelt es sich um sogenannte „Aerobe anoxygene phototrophe Bakterien“ (AAPs), diese Organismen können eine Photosynthese unter aeroben Bedingungen betreiben, Kohlendioxid wird hierbei allerdings nicht genutzt und somit produzieren sie dabei keinen Sauerstoff. Sie nutzen Licht als zusätzliche Energiequelle, zusätzlich werden organische Substanzen benötigt. Hierzu zählen z. B. einige Arten der Roseinatronobacter. Bei einigen handelt es sich um strenge heterotrophe Bakterien. Einige sind in der Lage, Schwefelverbindungen auch autotroph zu verwenden. Es sind auch denitrifizierende Arten vorhanden. Sie wandeln zur Energiegewinnung den im Nitrat (NO3−) gebundenen Stickstoff zu molekularem Stickstoff (N2) um. Paracoccus denitrificans ist ein Modellorganismus für die Untersuchung der Denitrifikation. Solche Bakterien spielen eine Rolle im Stickstoffkreislauf. Einige Arten sind auch in der Lage, aromatische Kohlenwasserstoffe im Stoffwechsel zu nutzen und somit abzubauen.
Die Art Rhodobacter capsulatus (auch als Cereibacter sphaeroides bezeichnet) produziert sogenannte „Gene Transfer Agents“ (GTAs). Hierbei handelt sich um virusähnliche Partikel, die von dem Bakterium produziert werden und genetisches Material zwischen Zellen übertragen können. Es wird hier nur ein sehr kleiner, zufälliger Ausschnitt der DNA übertragen.
Hierdurch findet ein horizontaler Gentransfer statt, der in der Evolution eine bedeutende Rolle spielt.
GTA hat sich vermutlich aus ehemaligen temperenten Phagen gebildet. Die Viren haben im Laufe der Zeit die Fähigkeit zur selbstständigen Kopie verloren und wurden fest in die Wirtszelle integriert.
Einige Arten reichern Polyhydroxybuttersäure (PHB) oder weitere verschiedene Polyhydroxyalkanoate (PHA) an, dies dient als Speicher für Nährstoffarmut.
Es folgt eine Tabelle einiger Beispielarten:
| Art                            | Isolation/Habitat                                                                  | Metabolismus                                                                           | Na⁺-Bedarf | Sonstige Hinweise                | Referenzen                                  |
| ------------------------------ | ---------------------------------------------------------------------------------- | -------------------------------------------------------------------------------------- | ---------- | -------------------------------- | ------------------------------------------- |
| Defluviimonas denitrificans    | Biofilter, marine Aquakultur-Rezirkulationssysteme (Israel)                        | chemoorganoheterotroph                                                                 | Nein       | -                                | Foesel et al., 2011                         |
| Gemmobacter aquatilis          | Teich (USA)                                                                        | fakultativ anaerob chemoorganoheterotroph, Denitrifikation unter anaeroben Bedingungen | Nein       | -                                | Rothe et al., 1987                          |
| Gemmobacter changlensis        | Schnee, Himalaya (Indien)                                                          | photoheterotroph (PH)                                                                  | Nein       | früher *Rhodobacter changlensis* | Chen et al., 2013a; Anil Kumar et al., 2007 |
| Haematobacter missouriensis    | klinische Blutproben aus Wunden                                                    | aerob chemoorganotroph                                                                 | Nein       | -                                | Helsel et al. 2007                          |
| Methylarcula marina            | eine Mündung ins Asowsches Meer, Russland                                          | FMT                                                                                    | Ja         | bildet Ectoin                    | Doronina et al. 2000                        |
| Paracoccus denitrificans       | Boden, Abwasser, Gülle, Klärschlamm                                                | fakultativ chemolithoautotroph                                                         | Nein       | fähig zur Denitrifikation        | Ludwig et al. 1993                          |
| Pararhodobacter aggregans      | im Biofilter einer marinen Aquakultur, Israel                                      | areob, chemoorganotroph                                                                | Nein       | -                                |                                             |
| Pseudorhobacter ferrugineus    | Biofilter einer marinen Aquakultur                                                 | aerob, chemoorganotroph                                                                | Nein       | -                                |                                             |
| Rhodobacter capsulatus         | stagnierendes Süßwasser, Licht ausgesetzt, mit reduziertem Sauerstoff (USA, Kuba)  | Nicht-Schwefelpurpurbakterien                                                          | Nein       | -                                | Imhoff et al., 1984                         |
| Rhodobacter vinaykumarii       | Gezeitenmeerwasser (Indien)                                                        | Nicht-Schwefelpurpurbakterien                                                          | Ja         | -                                | Srinivas et al., 2007a                      |
| Rhodobacter viridis            | Flusswasser und Schlamm (Indien)                                                   | Nicht-Schwefelpurpurbakterien                                                          | Nein       | -                                | Shalem Raj et al., 2013                     |
| Roseinatronobacter thiooxidans | Sodasee in Sibirien                                                                | aerobe anoxygene Phototrophe                                                           | Ja         | -                                | Sorokin et al. 2000                         |
| Roseitranquillus sediminis     | Sediment von Kongsfjorden, Ny-Ålesund, Spitzbergen                                 | chemoorganoheterotroph                                                                 | Ja         | -                                | Umar et al., 2021                           |
| Solirhodobacter olei           | mit Öl verunreinigter Boden aus dem Daqing-Ölfeld in China.                        | chemolithoautotroph mit Thiosulfat                                                     | Nein       | -                                | Chu et al. 2020                             |
| Thioclava pacifica             | im Bereich einer suflidreichen Hydrothermalquelle an der Küste von Papua-Neuguinea | chemolithoautotrophes Wachstum mit Schwefelverbindungen                                | Ja         | -                                | Sorokin et al. 2005                         |
| Zongyanglinia marinus          | aus dem Sediment im Gelben Meer                                                    | streng aerob, reduziert Nitrat zu N2                                                   | Ja         | -                                | Chu et al. 2020                             |

Abkürzungen:
- AAP (Aerobic Anoxygenic Phototrophs): aerobe anoxygene Phototrophe
- FMT: fakultativ methylotroph

## Ökologie
Die Paracoccaceae kommen in einer Vielzahl von Umgebungen vor, darunter Boden, Süßwasser und marine Ökosysteme.
Ihre metabolische Flexibilität erlaubt es ihnen, sich an unterschiedliche ökologische Nischen anzupassen. Einige kommen in extremen Umgebungen vor. Arten wie Roseinatronobacter bogoriensis und R. thiooxidans wurden in Soda-Seen gefunden. Andere Stämme sind Bewohner von sulfidischen Hydrothermalgebieten (z. B. Thioclava pacifica) und heißen Quellen (Pleomorphobacterium xiamenense).

## Anwendungen
Mitglieder der Familie Paracoccaceae haben Potenzial für biotechnologische Anwendungen wie die Bioremediation und die Behandlung von Abwässern. Durch ihre Denitrifikationsfähigkeiten könnten sie zur Entfernung von Nitrat aus belasteten Ökosystemen beitragen.

## Systematik
Im Jahr 2022 wurde die Familie Rhodobacteraceae aufgrund genetischer Untersuchungen aufgelöst. Die Mitglieder wurden aufgrund taxonomischen Untersuchungen, wie z. B. Vergleiche der Ribosomalen RNA auf die neuen Familien Roseobacteraceae, Stappiaceae, Ahrensiaceae und die Paracoccaceae verteilt. Die für die ursprüngliche Familie namensgebende Gattung Rhodobacter wurde zu den Paracoccaceae gestellt.
Es folgt eine Liste einiger Gattungen (Stand Dezember 2024):
- Abyssibius Wei et al. 2023
- Acidimangrovimonas Ren et al. 2019
- Albidovulum Albuquerque et al. 2003
- Albimonas Lim et al. 2008
- Albirhodobacter Nupur et al. 2015
- Alexandriicola Zhu et al. 2024
- Algicella Nedashkovskaya et al. 2023
- Alkalilacustris Zhang et al. 2019
- Allgaiera Hördt et al. 2020
- Alterinioella Kong et al. 2022
- Amaricoccus Maszenan et al. 1997
- Anianibacter Azpiazu-Muniozguren et al. 2023
- Arenibacillus Kim et al. 2019
- Cereibacter Suresh et al. 2015
- Cochlodiniinecator Le et al. 2021
- Coraliihabitans Sun et al. 2022
- Cypionkella Hördt et al. 2020
- Defluviimonas Foesel et al. 2013
- Falsigemmobacter Li et al. 2023
- Falsirhodobacter Subhash et al. 2013
- Fertoeibacter Szuróczki et al. 2021
- Fontisubflavum Xu et al. 2024
- Frigidibacter Li and Zhou 2015
- Fuscibacter Chhetri et al. 2023
- Gemmobacter Rothe et al. 1988
- Gymnodinialimonas Jiang et al. 2022
- Haematobacter Helsel et al. 2007
- Hahyoungchilella Kim and Lee 2020
- Halovulum Sun et al. 2015
- Harenicola Romanenko et al. 2022
- Heliomarina Kong et al. 2022
- Limibaculum Shin et al. 2017
- Mesobacterium Kong et al. 2022
- Mesobaculum Li et al. 2021
- Methylarcula Doronina et al. 2000
- Neotabrizicola Muramatsu et al. 2022
- Oceanicella Albuquerque et al. 2012
- Ostreiculturibacter Huang et al. 2024
- Paracoccus Davis 1969 (Approved Lists 1980)
- Paralimibaculum Kawano et al. 2024
- Pararhodobacter Foesel et al. 2013
- Paroceanicella Liu et al. 2020
- Phaeovulum Suresh et al. 2020
- Pikeienuella Park et al. 2022
- Pseudogemmobacter Suman et al. 2019
- Pseudorhodobacter Uchino et al. 2003
- Pseudothioclava Kim and Lee 2020
- Qingshengfaniella Wang et al. 2021
- Rhabdonatronobacter Zhou et al. 2023
- Rhodobacter Imhoff et al. 1984
- Rhodobaculum Bryantseva et al. 2015
- Roseicitreum Yu et al. 2011
- Roseinatronobacter Sorokin et al. 2000
- Roseitranquillus Umar et al. 2023
- Rubribacterium Boldareva et al. 2010
- Rubrimonas Suzuki et al. 1999
- Ruixingdingia Xu et al. 2024
- Salibaculum Zhu et al. 2021
- Solirhodobacter Chu et al. 2020
- Szabonella Szuróczki et al. 2022
- Tabrizicola Tarhriz et al. 2014
- Thermohalobaculum Pan et al. 2024
- Thioclava Sorokin et al. 2005
- Xinfangfangia Hu et al. 2018